# Punta

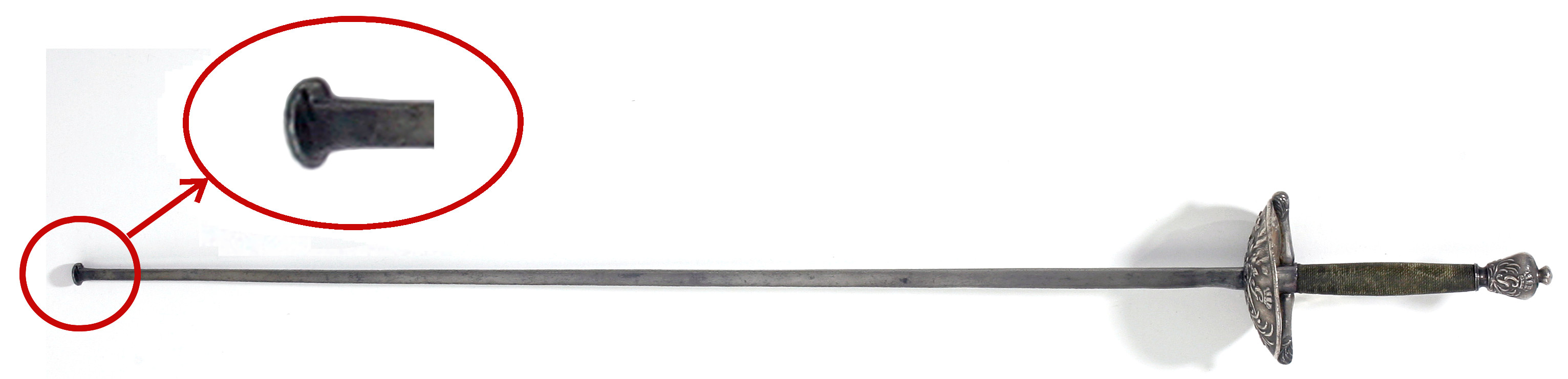
Punta we florecie

Punta – tępe zakończenie głowni treningowej broni białej. 
Współcześnie w broni używanej w szermierce sportowej (floret, szabla, szpada) metalowy przycisk nakręcany na gwint znajdujący się na końcu głowni, łączący się miedzianym przewodem (naciągiem) z gniazdkiem znajdującym się przy rękojeści. Do gniazdka podłączony jest przewód elektryczny łączący broń z aparatem naliczającym trafienia.

## Budowa i działanie
Pierwotnie punta była jedynie tępym zakończeniem głowni (stanowiąc z nią monolit), redukującym ryzyko penetracji ciała oponenta podczas treningu. Współczesna punta stosowana w szermierce sportowej składa się z grzybka, tulejki (prowadnicy grzybka) i sprężyny oporowej wymuszającej odpowiednią siłę wymaganą do przesunięcia grzybka. Odległość, jaką musi pokonać grzybek, żeby zamknąć obwód elektryczny, nazywana jest szczeliną punty i według regulaminu Międzynarodowej Federacji Szermierczej wynosi 2 mm zarówno dla szpady, jak i dla floretu. Siłę potrzebną do zamknięcia obwodu elektrycznego definiuje się jako równowartość obciążnika położonego na grzybku pionowo ustawionej punty. Dla szpady wynosi ona 750 g.

## Sposób rejestrowania trafień
Zasada rejestrowania punktów jest odmienna w szpadzie i florecie. W szpadzie, przed osadzeniem punty na ważnym polu trafienia, obwód elektryczny jest otwarty i jego zamknięcie jest rejestrowane jako trafienie. Uziemiony kosz szpadowy nie zamyka obwodu elektrycznego, w związku z czym rejestrator ignoruje zadane w niego trafienia. W przypadku floretu rejestrator rozróżnia trafienie w uziemioną kamizelkę i kołnierz maski jako trafienia w ważne pole, co sygnalizowane jest kolorowym światłem na wyświetlaczu. Trafienie w nieważne pole trafienia jest sygnalizowane światłem białym.